# 福井県道259号龍ヶ鼻ダム公園線
福井県道259号龍ヶ鼻ダム公園線（ふくいけんどう259ごう りゅうがはなだむこうえんせん）は福井県坂井市内に終始する国道とダムを結ぶ一般県道である。

## 路線概要
国道364号と龍ヶ鼻ダムおよびその周辺施設を結ぶ役割を担う県道である。龍ヶ鼻ダムは九頭竜川水系の竹田川上流にあるダムで、坂井市北部およびあわら市南部の洪水対策において非常に重要な役割を果たしている。そこへのアクセスとして緊急時においては大変重要な路線となり、平時はダムへの観光客を誘導する役割を全うしている。

### 路線データ
- 起点：福井県坂井市丸岡町上竹田
- 終点：同市丸岡町山口

## 道路状況
ダム周辺では片側1車線、そこへ至るまでの道路は1.8車線程度の道幅が確保された一般的な県道である。ただし観光地へのアクセス路としては狭く、また龍ヶ鼻ダム自体が紅葉のシーズン以外ではそれ程、集客力のある観光地とは言えないので、若干閑散としている印象がある道路である。シーズンにはそれなりに人が訪れるがやはり渋滞が起きることは稀である。

## 接続路線
- 福井県道10号丸岡川西線（坂井市丸岡町山口・山口交差点、終点） - 福井県道232号竹田東古市停車場線重複
- 国道364号（坂井市丸岡町山口・山口交差点、終点） - 南方向は竹田東古市停車場線重複

## 沿線
- 龍ヶ鼻ダム
- 竹田川渓谷